# تحنيط الحيوانات

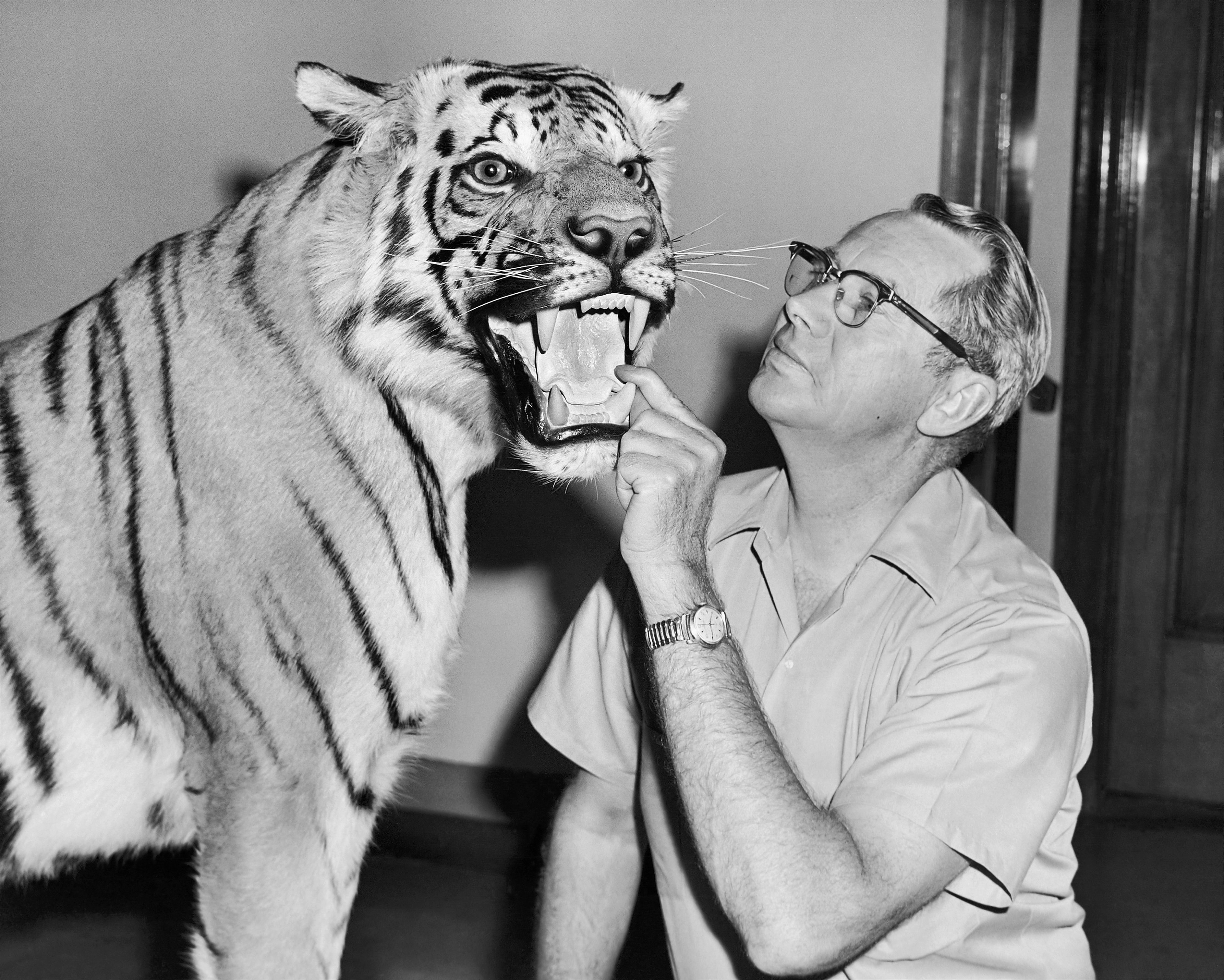
نمرمحنط في متحف علوم الحياة جامعة بريغهام يونغ

تحنيط الحيوانات أو التَّصْبِير (بالإنجليزية: Taxidermy) هو حفظ جسم الحيوان عن طريق حشوه أو تدعيمه لغرض العرض أو الدراسة. يتم حفظ الحيوانات في كثير من الأحيان على في حالة تشبه الحية. يُجرى التحنيط في المقام الأول على الفقاريات (الثدييات والطيور والأسماك والزواحف وأقل شيوعا على البرمائيات) ولكن يمكن أيضا أن يُجرى ذلك على الحشرات الكبيرة والعناكب في بعض الحالات. يتم التحنيط لعدد من الأغراض والمقاصد، بما في ذلك العرض في متحف لتاريخ الطبيعي، وتذكارات الصيد، ولدراسة الجلود، وتستخدم وسيلة لتذكر الحيوانات الأليفة أحيانا. يساعد تحنيط الحيوانات في علم التشريح والنحت والرسم والدباغة.

## تأثيل الاسم العلمي
تشير كلمة Taxidermy إلى عملية الحفاظ على الحيوان، ولكن الكلمة تستخدم أيضا لوصف المنتج النهائي. كلمة Taxidermy مشتقة من الكلمات اليونانية "Taxi" و "derma" فكلمة Taxi تعني «لتحريك»، و «ديرما» تعني «الجلد». حيث تترجم كلمة Taxidermy إلى «ترتيب الجلد».

## محنطون مشاهير
- تشارلز ويلسون بيل
- ثيودور روزفلت
- ألفريدو سالافيا

## معرض الصور

### ثدييات

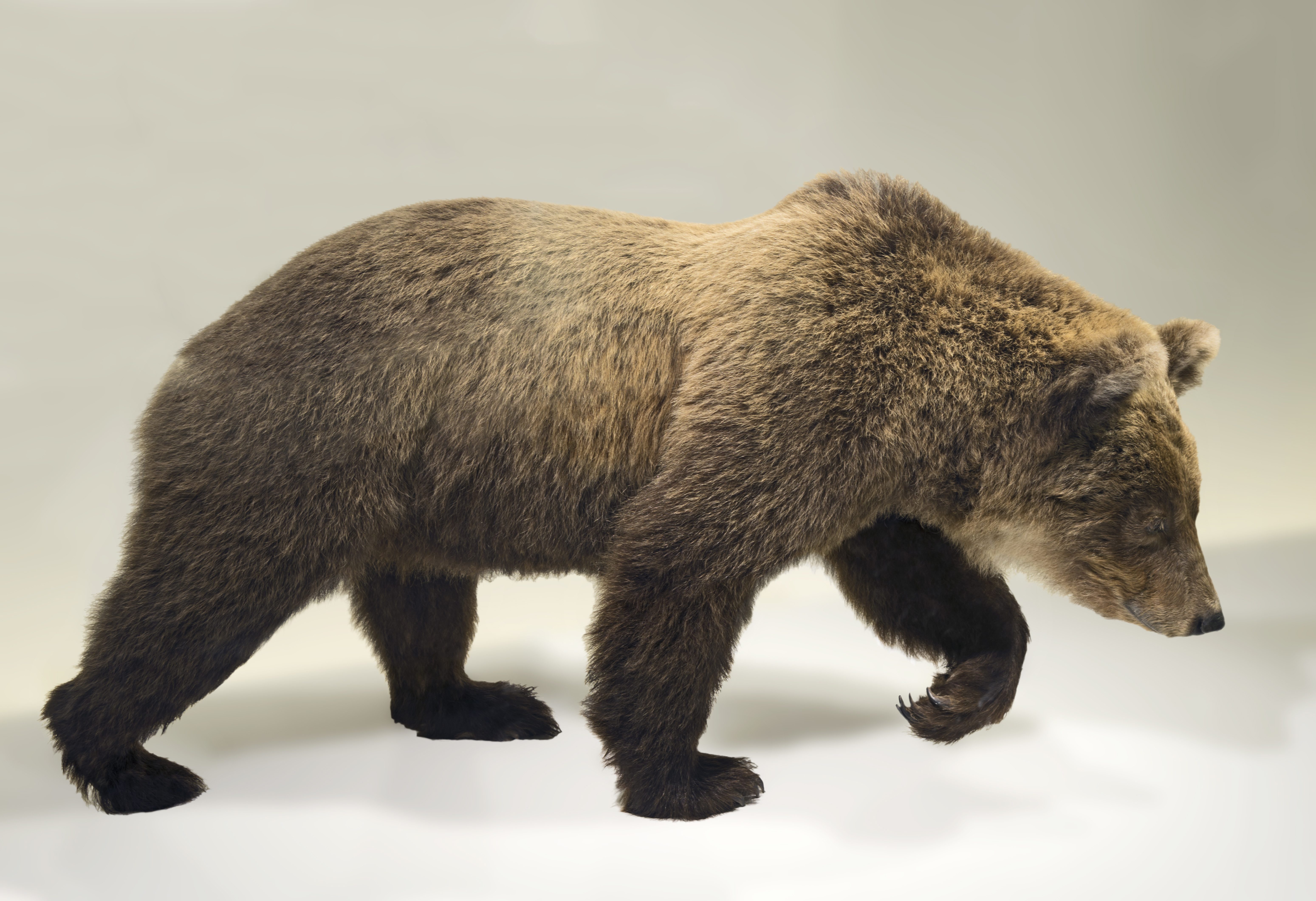
دب بني محنط في متحف تولوز
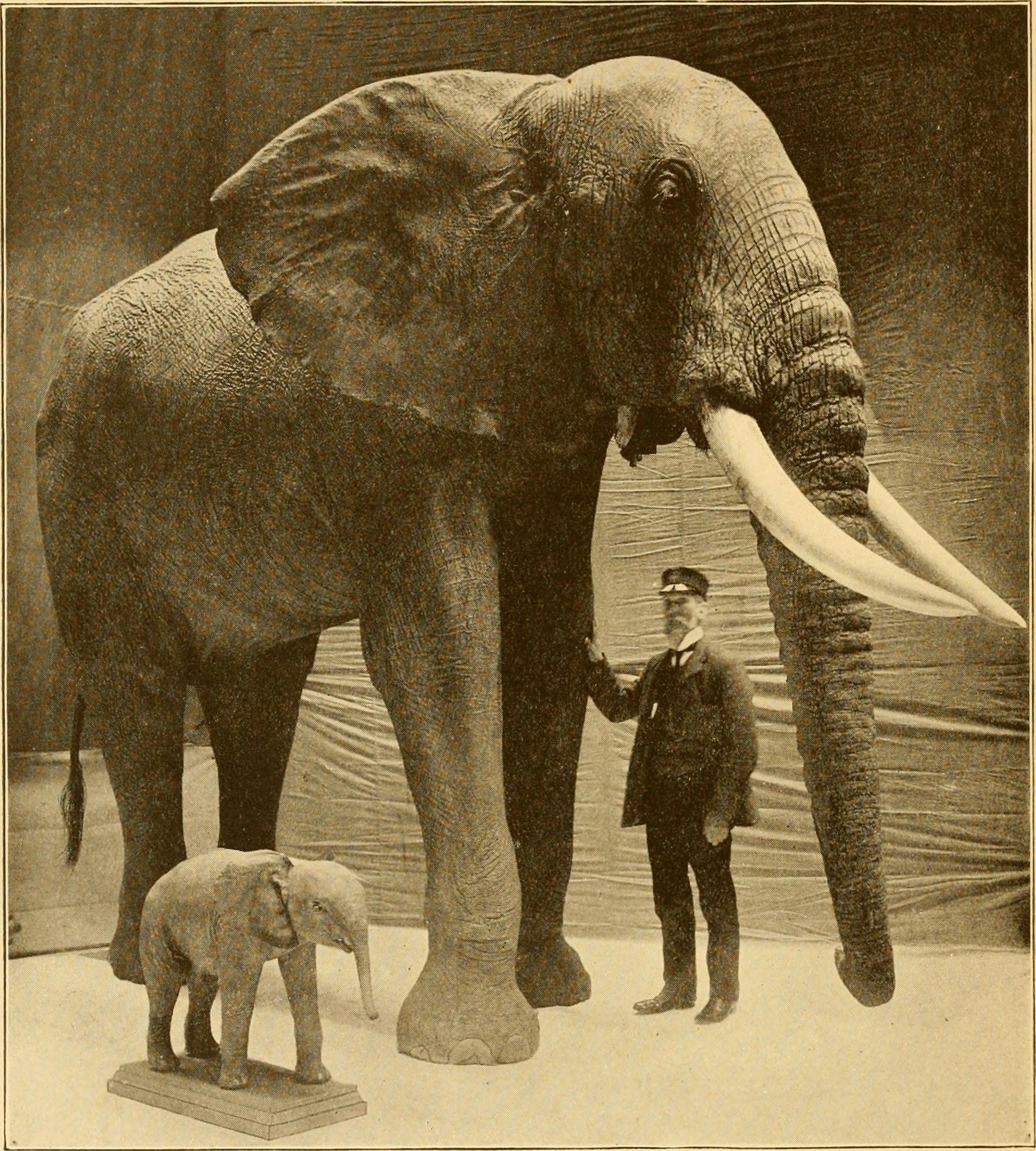
فيل محنط
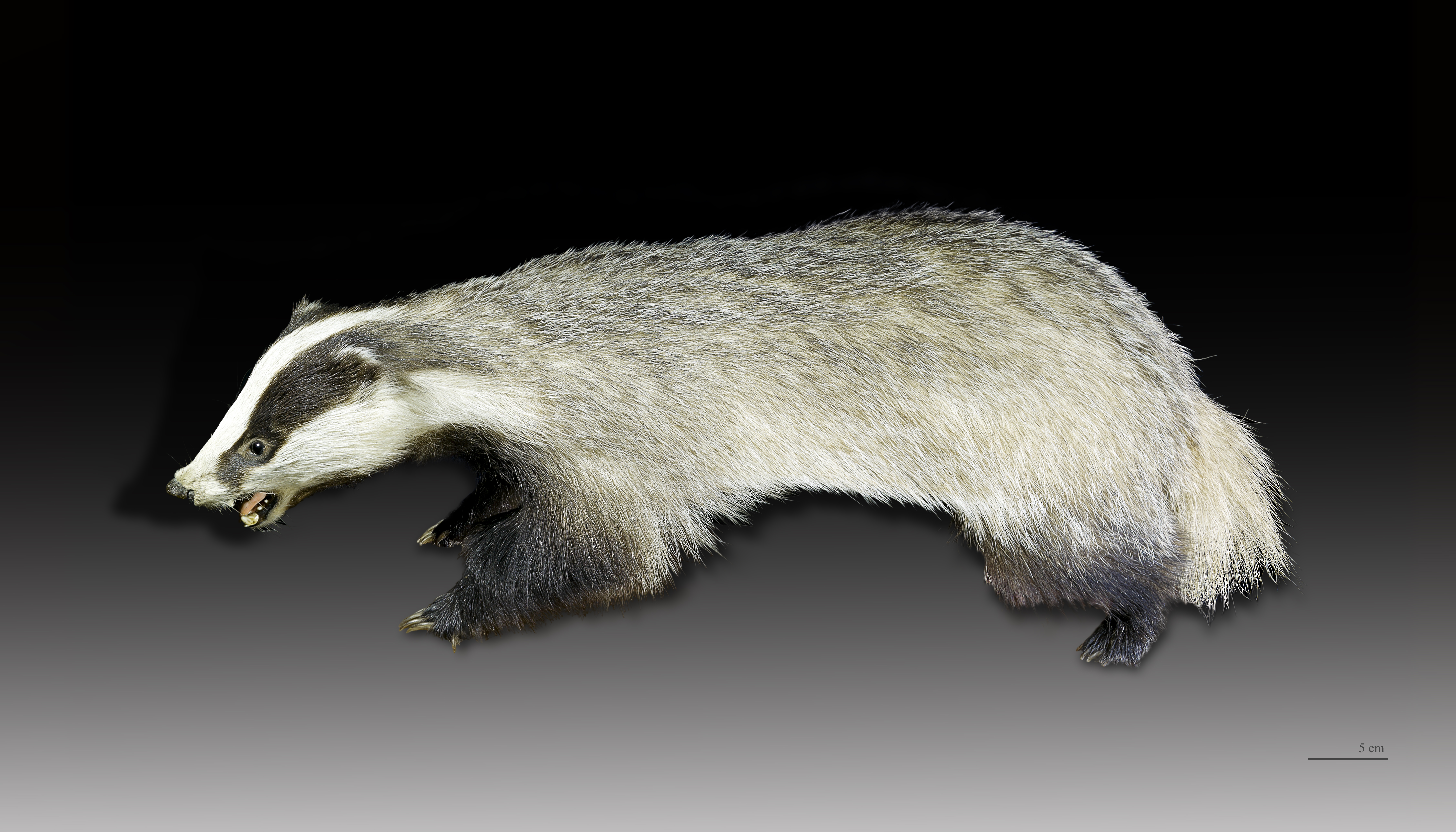
غرير في متحف تولوز
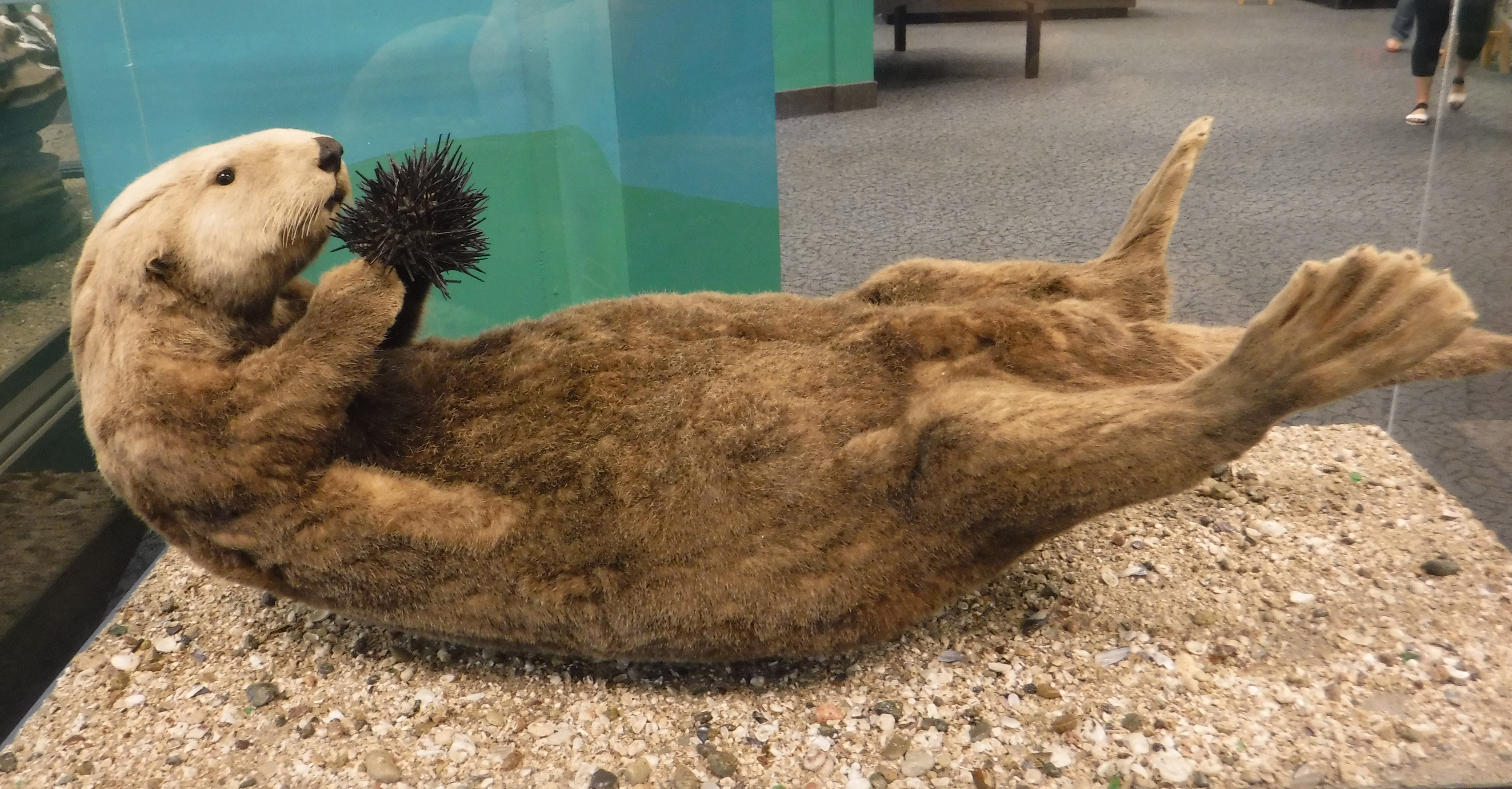
ثعلب البحر متحف التاريخ الطبيعي بسان دييحو
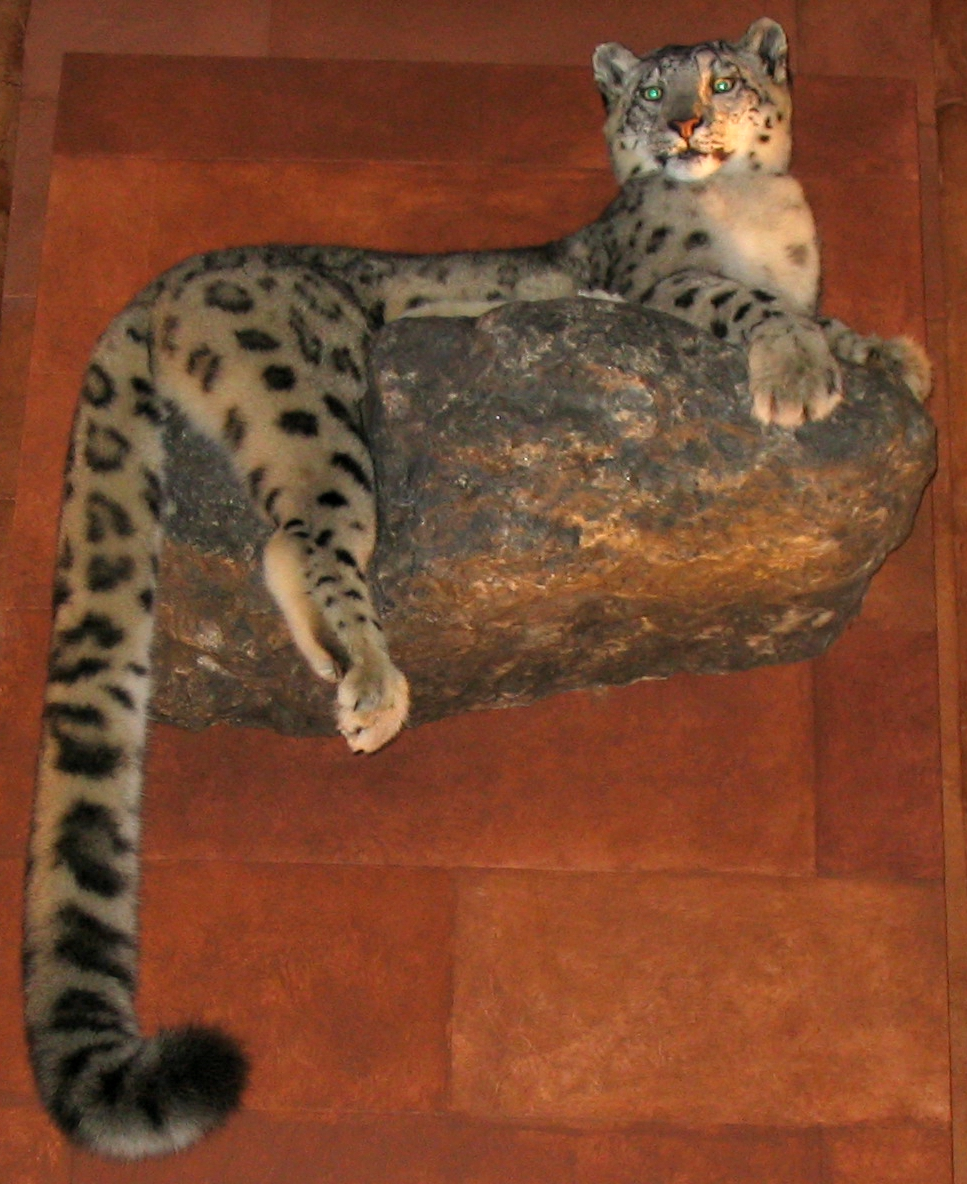
فهد الجليد
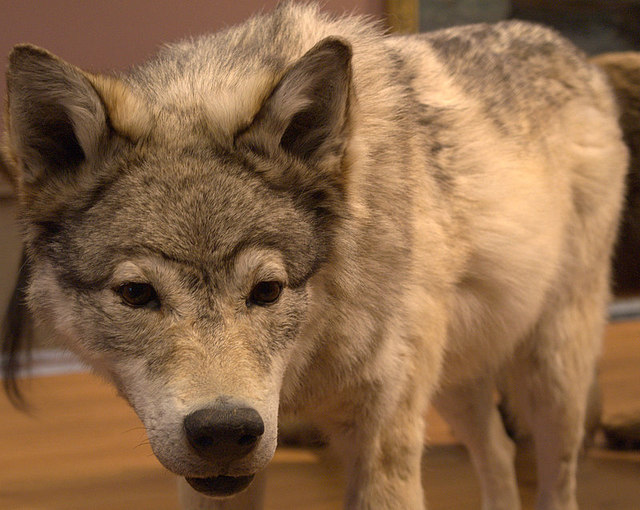
ذئب رمادي، معرض ومتحف فنون كيلفينغروف, Glasgow
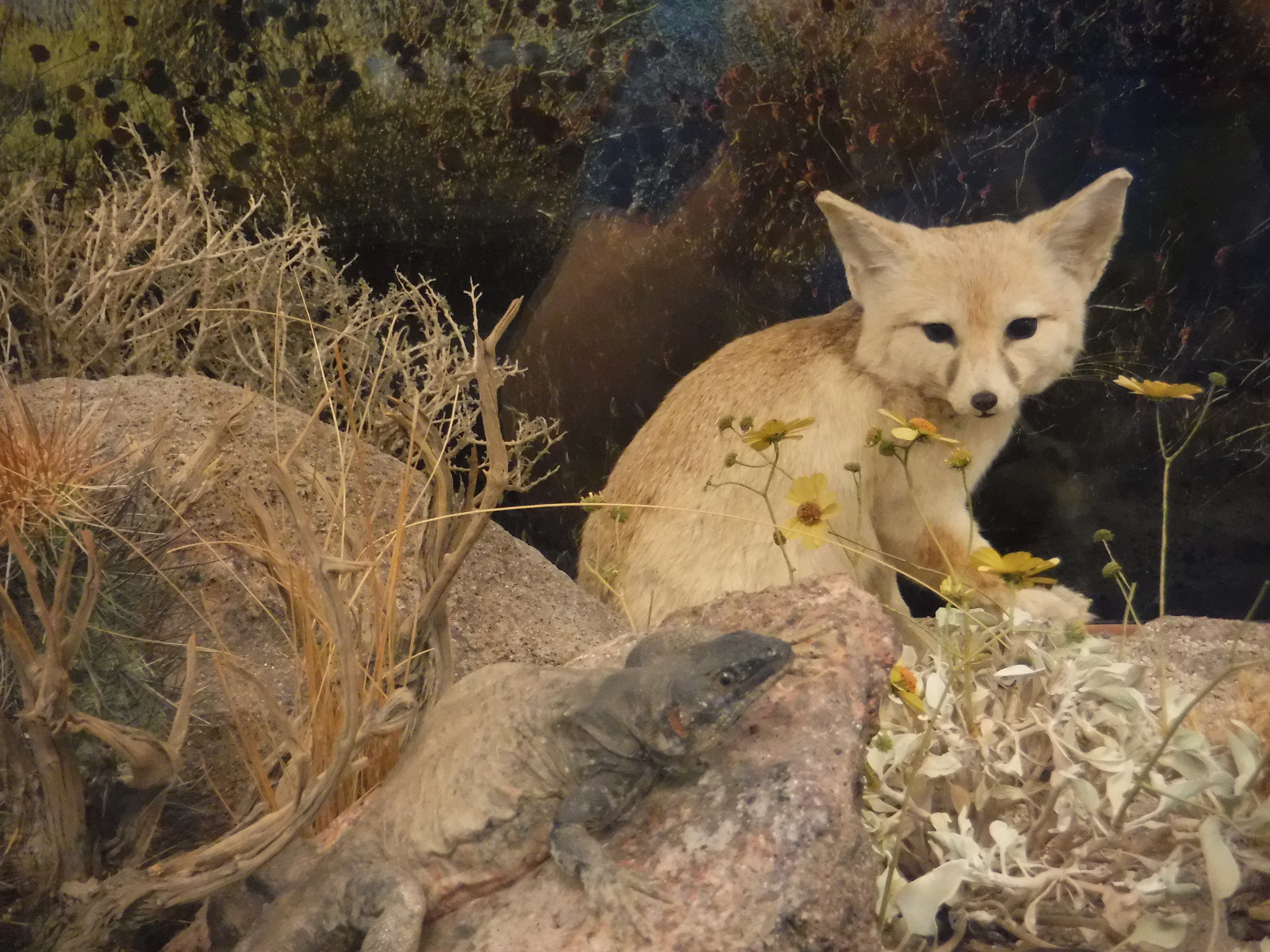
تعلب
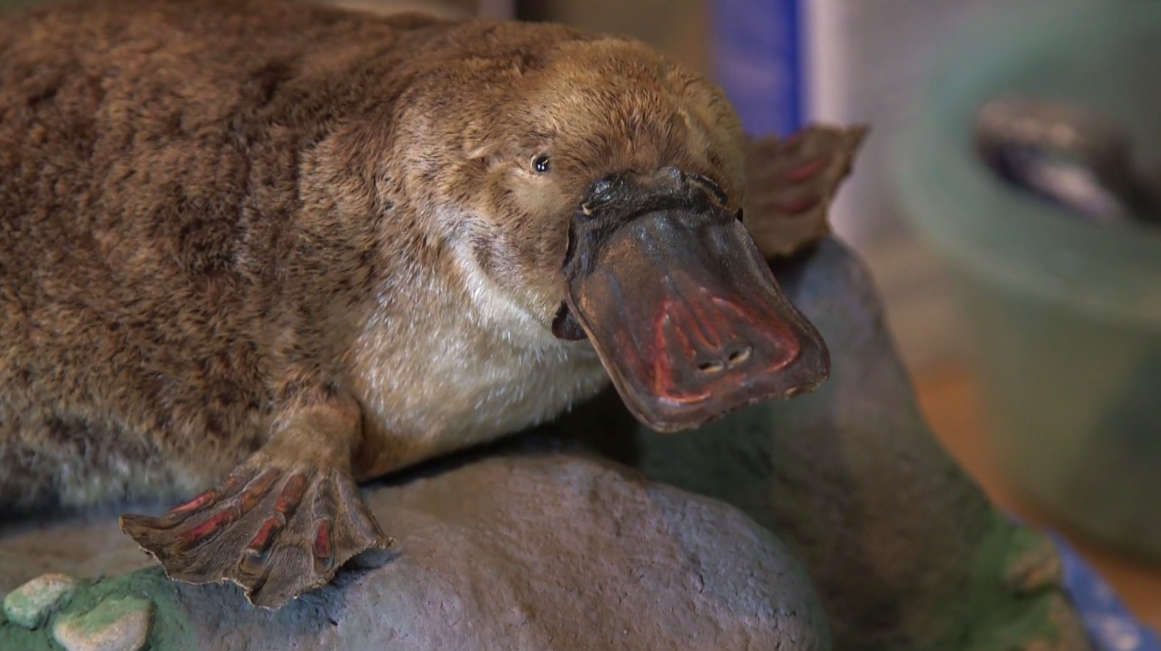
خلد الماء
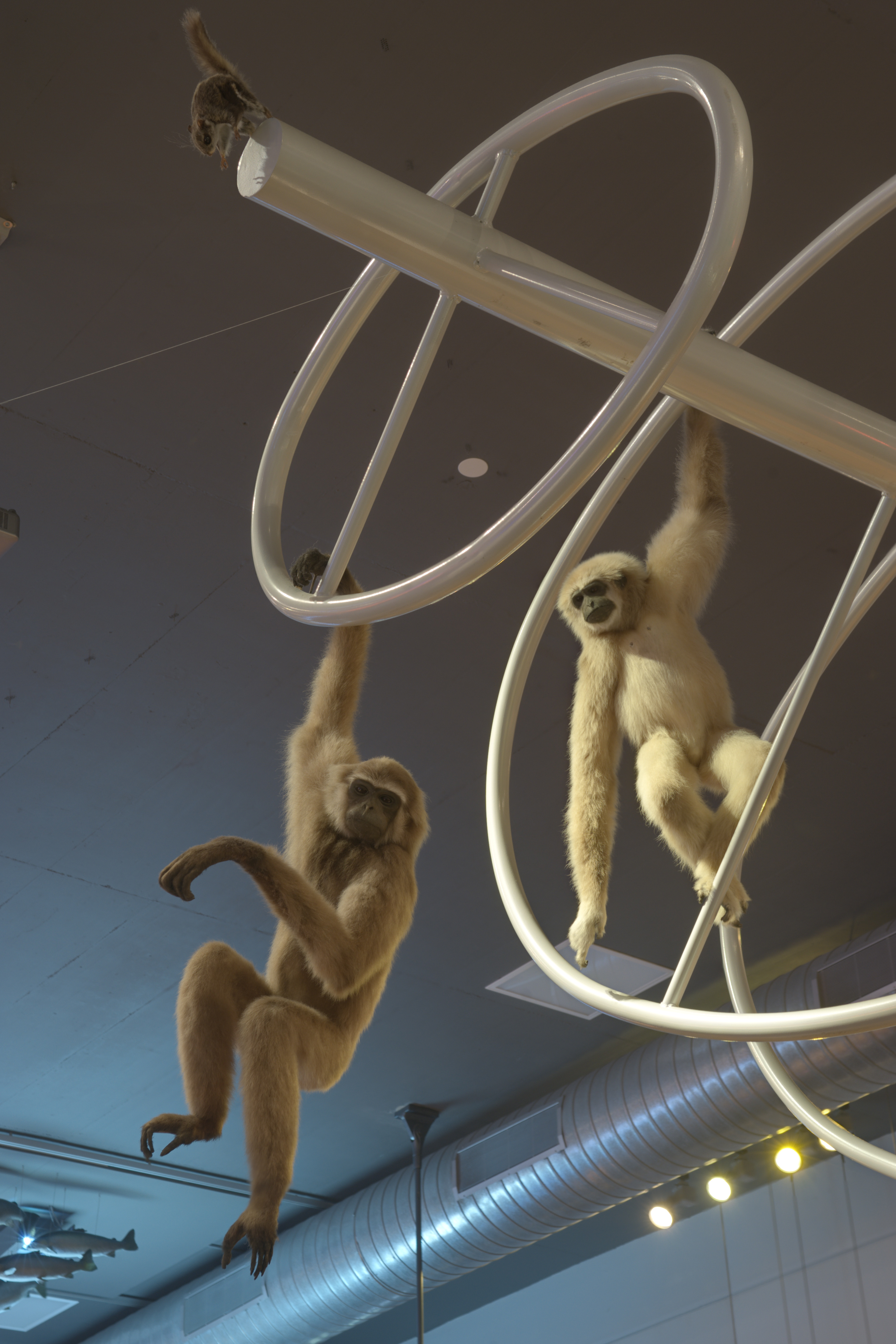
قردان
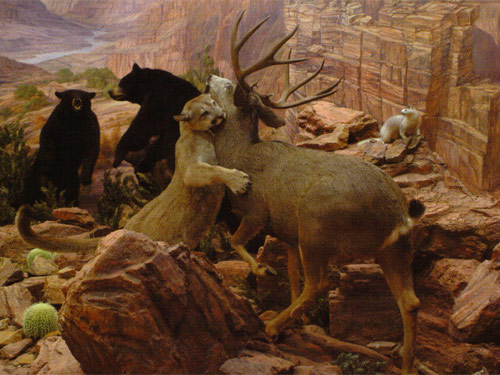
أسد أمريكي يفترس غزال
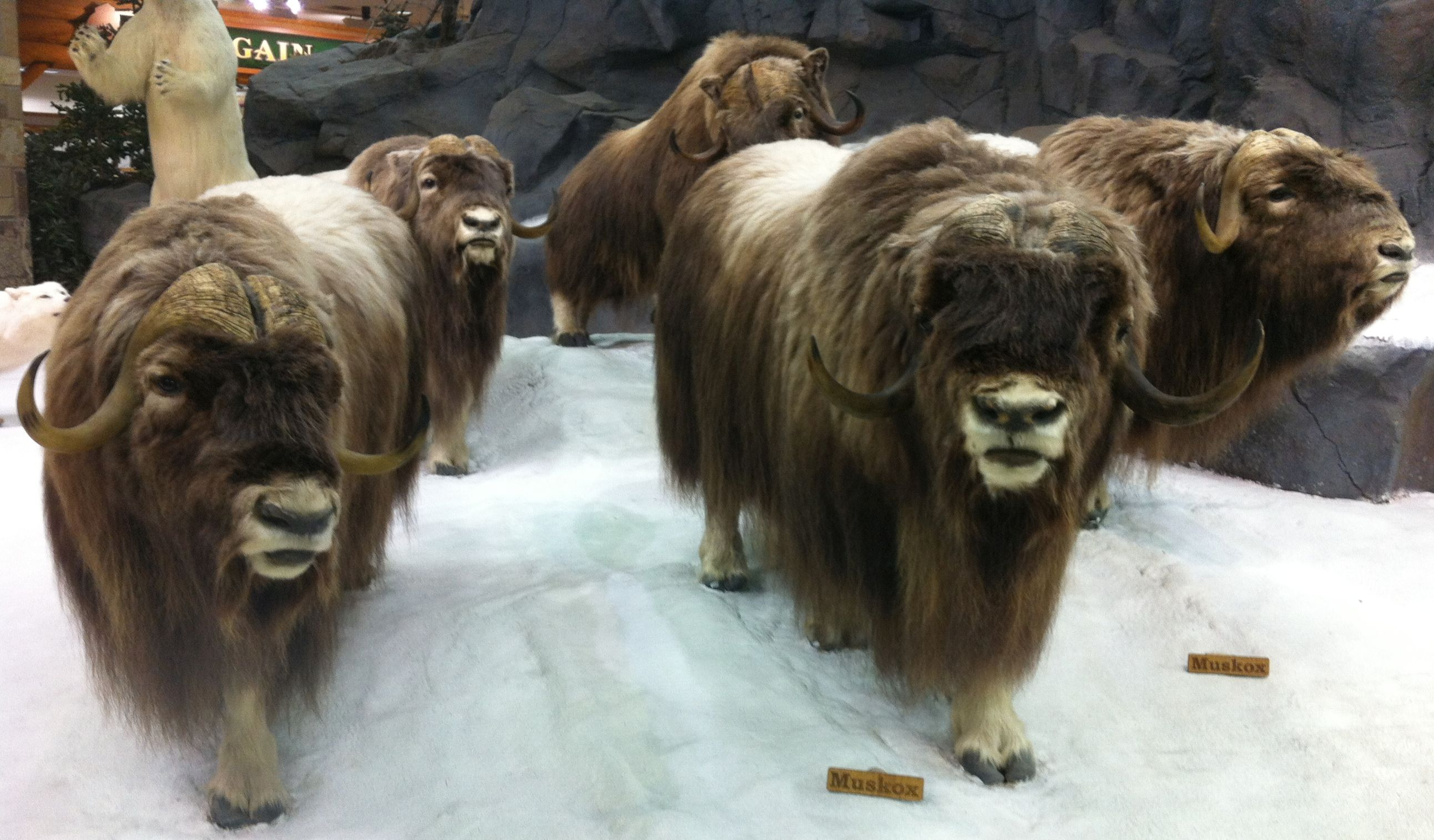
ثور المسك
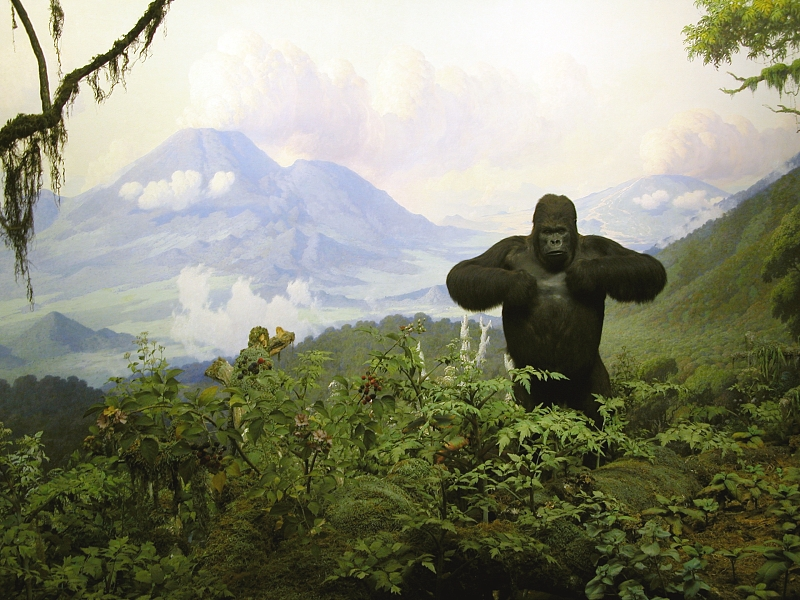
غوريلا الجبال

### طيور

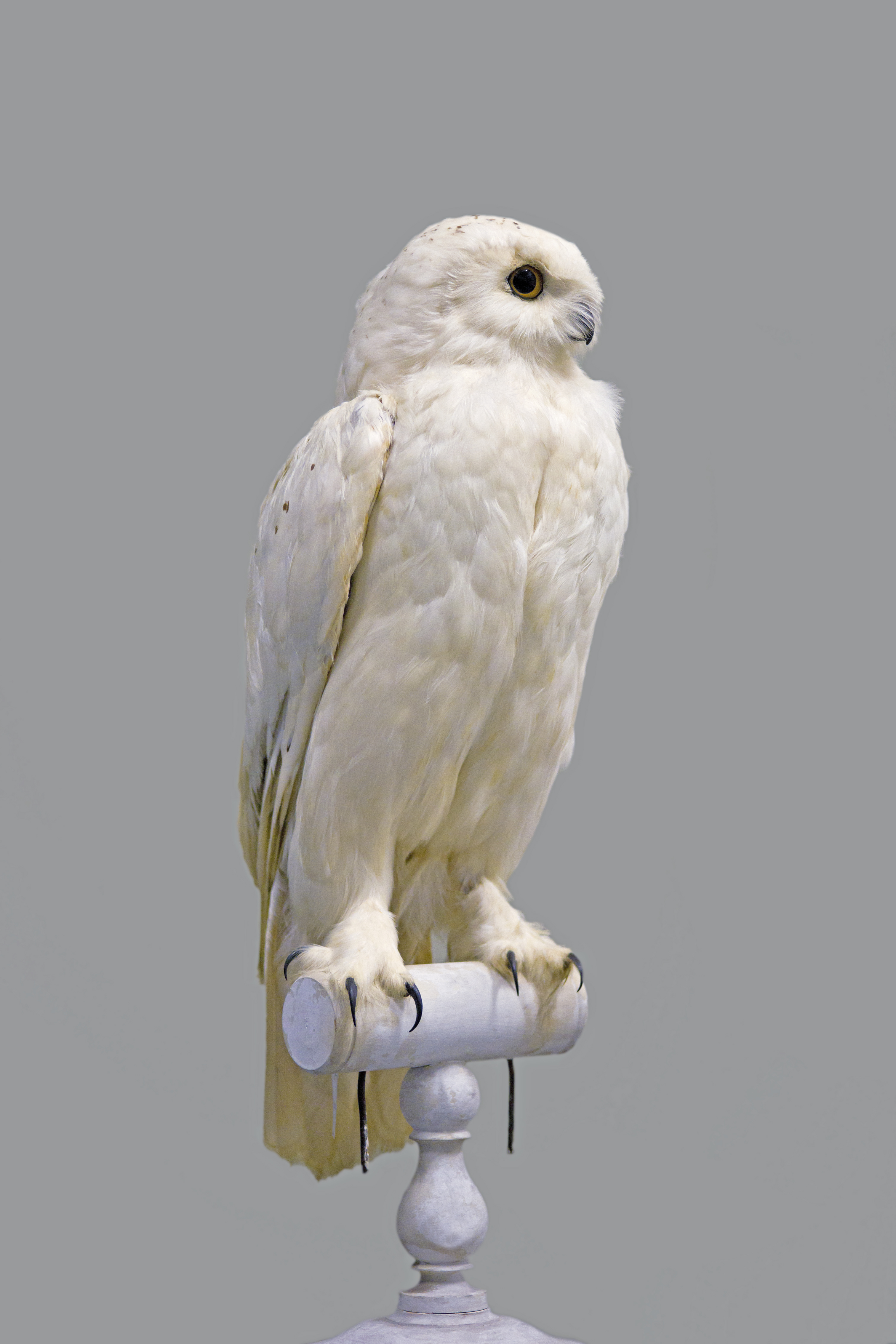
بومة الثلج
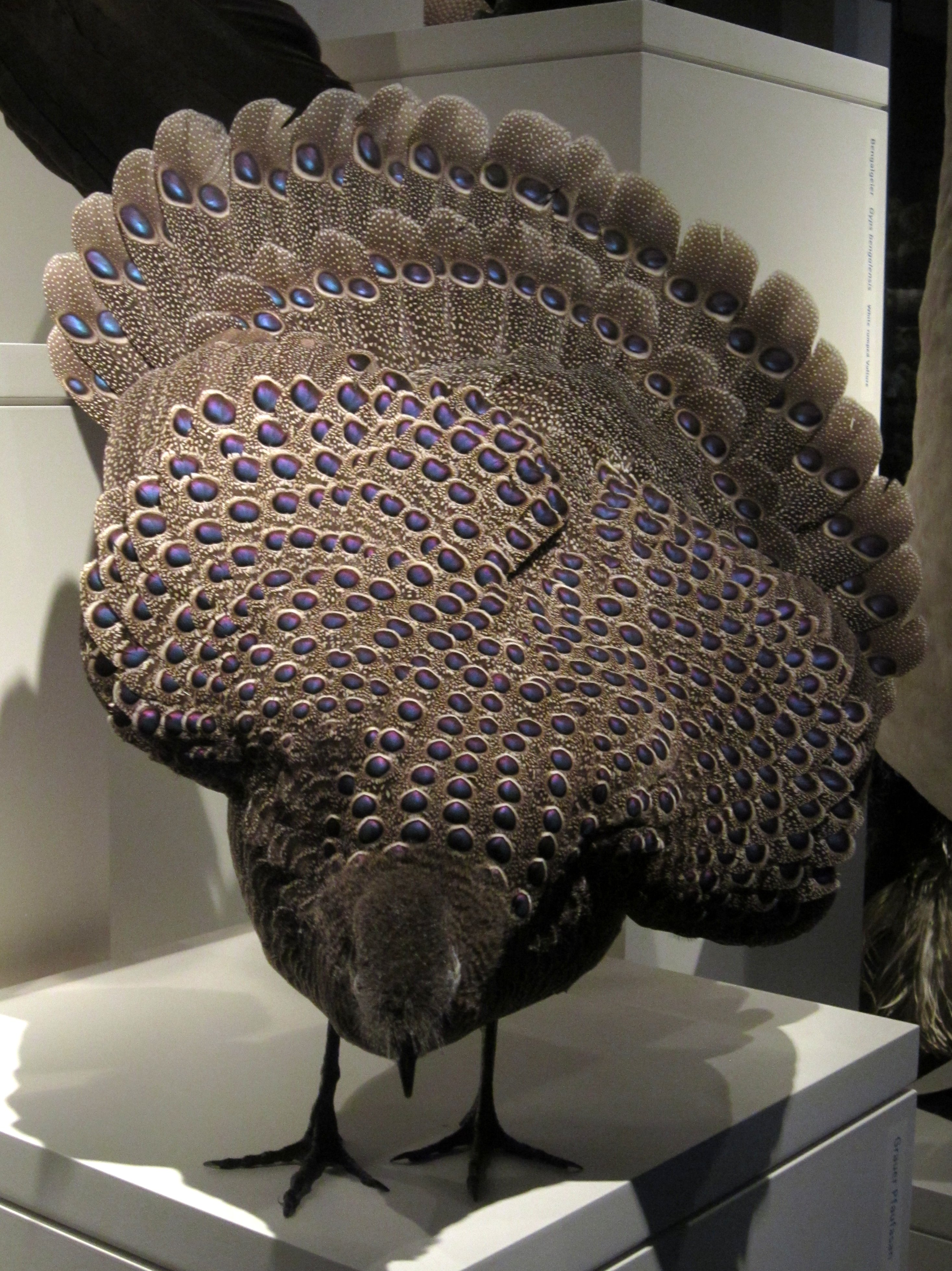
طاووس رمادي
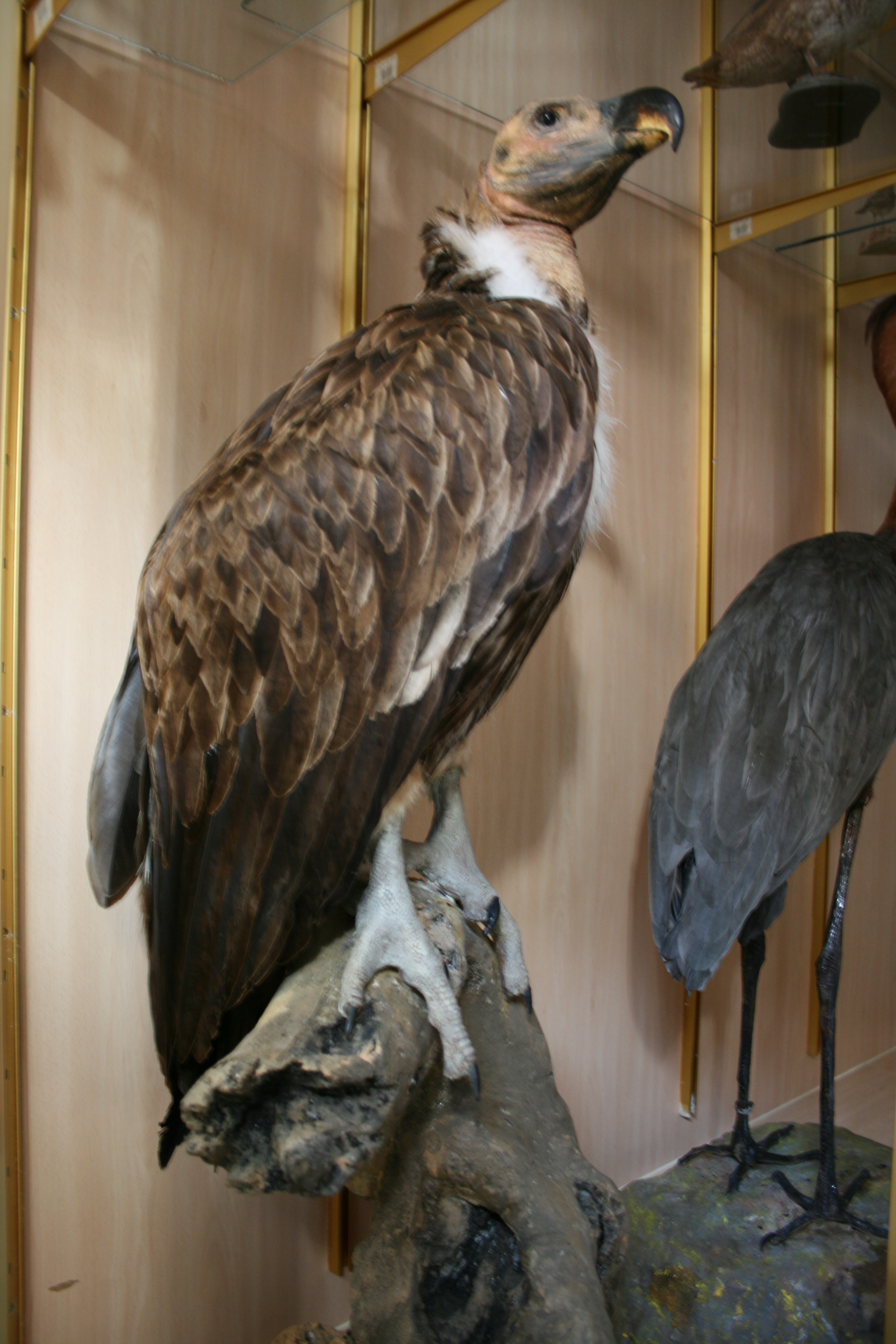
نسر
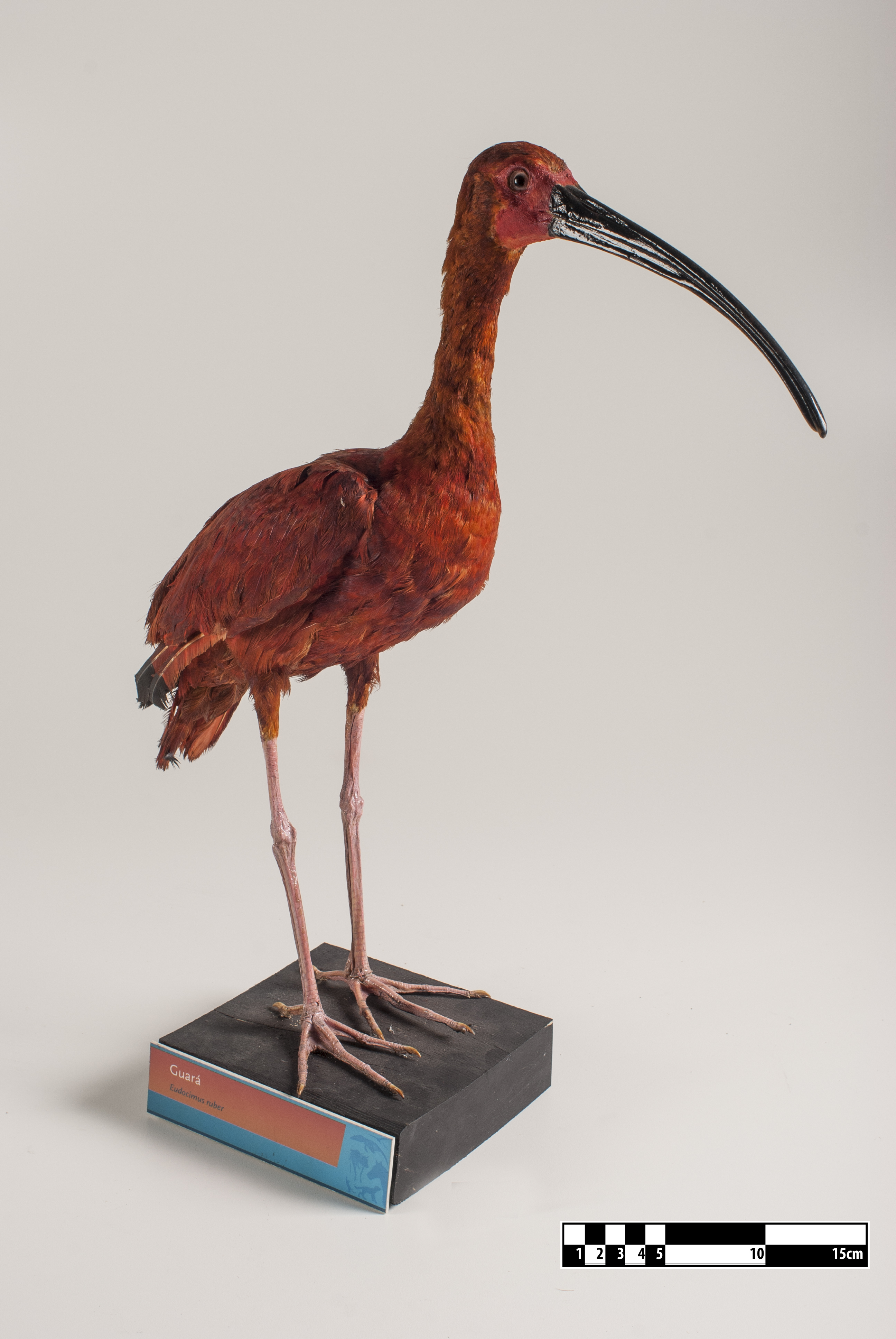
أبو منجل القرمزي
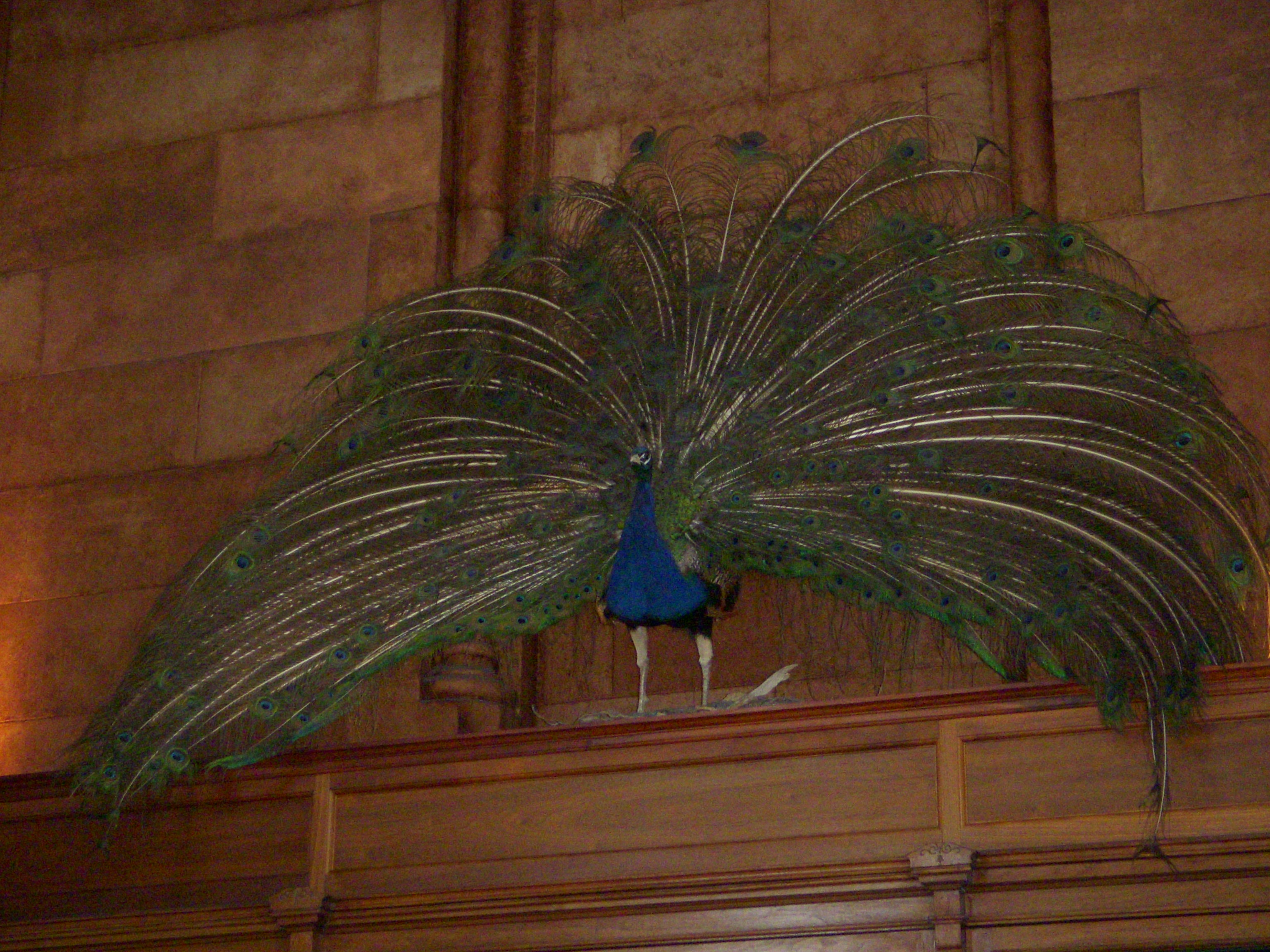
طاووس

### أسماك

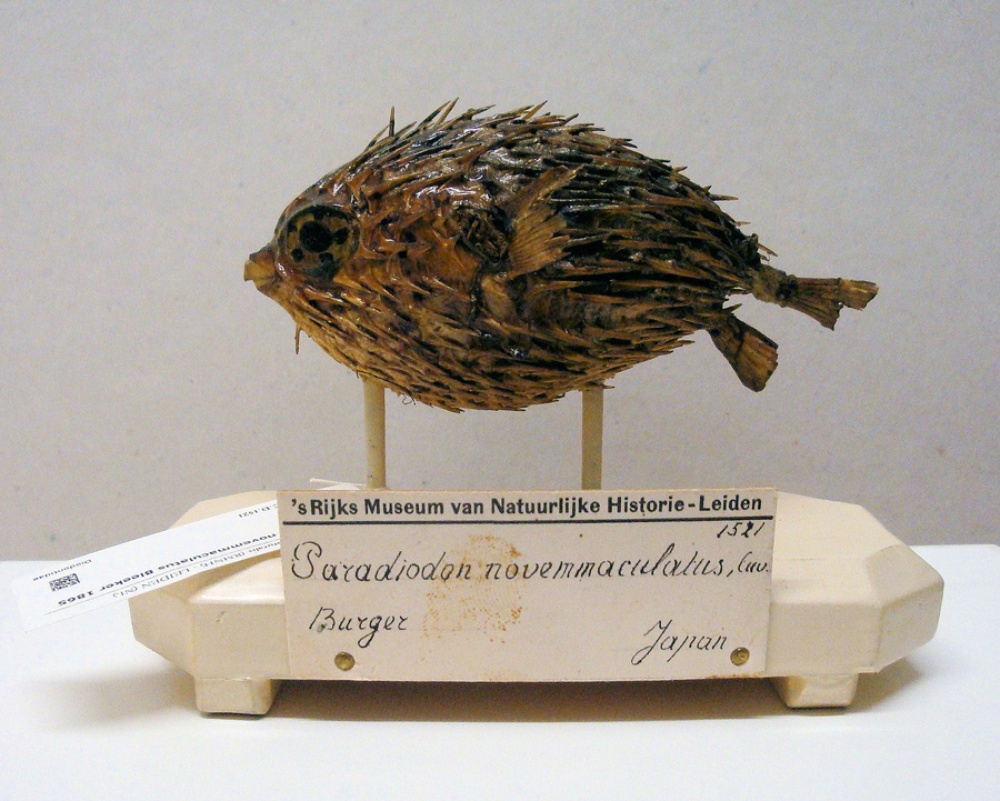
سمكة النيص
ينفوخ
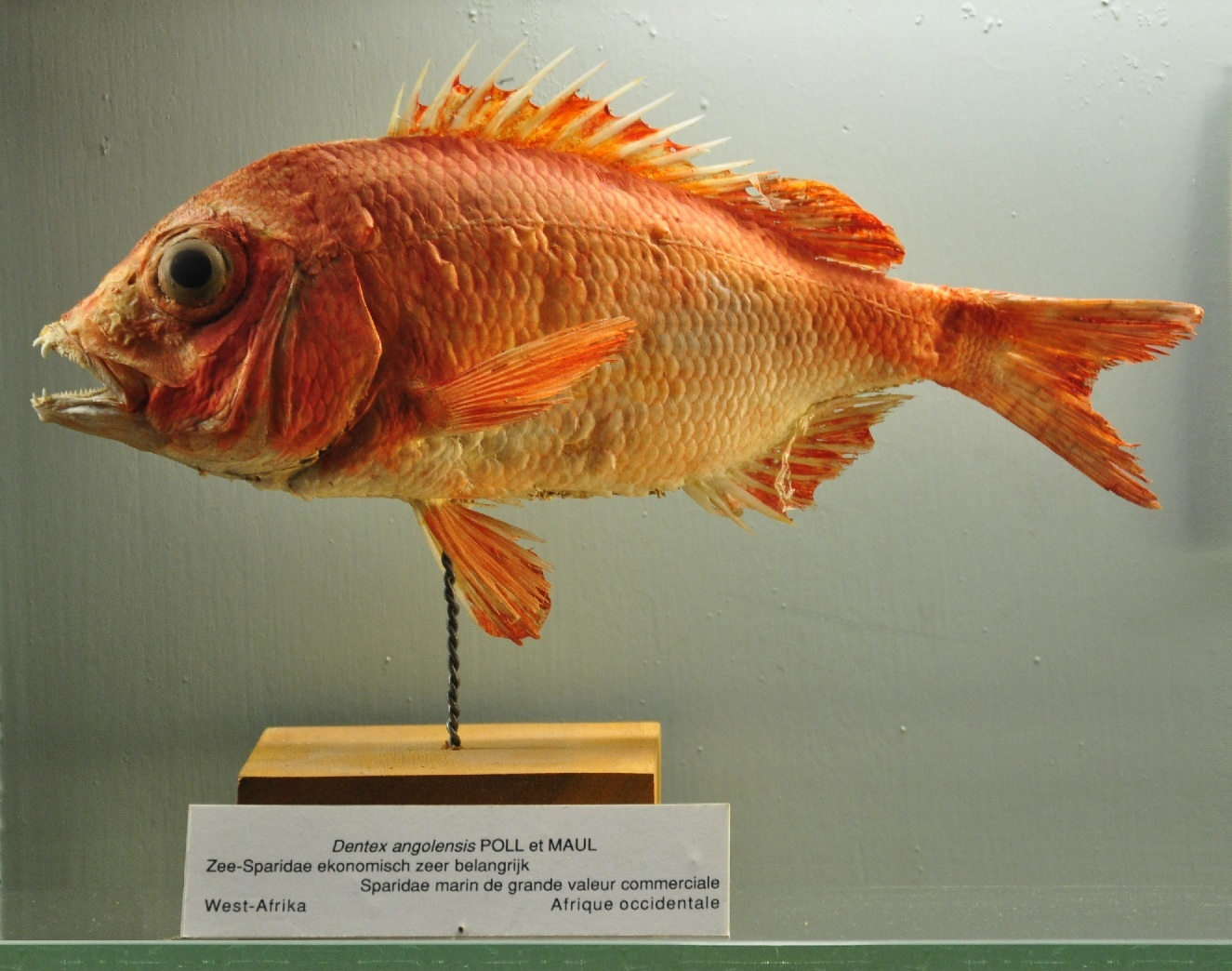
سمكة العضاض الأنجولية

## روابط خارجية
- تاكسديرمي.نت
- طرق فن التحنيط نسخة محفوظة 31 أكتوبر 2010 على موقع واي باك مشين.